# Jules Marcou
Jules Marcou (Salins-les-Bains, departamento de Jura, (Francia), 20 de abril de 1824 - Cambridge, Massachusetts, 17 de abril de 1898) fue un geólogo franco-estadounidense, que publicó el primer mapa geológico de los EE. UU. y todo un mapa geológico mundial. Conocido por su carácter abrupto y franqueza, se labró muchos enemigos en el mundo de la geología.

## Juventud y educación
Nació en Salins, en el Jura francés, donde su padre era empleado de la ciudad.
Durante sus estudios en Besançon y el Colegio de San Luis en París, estuvo a menudo enfermo y cosechó algunos fracasos escolares. A la edad de 21 años, conoció a Jules Thurmann (1804-55), Louis Agassiz (1807-73) y John Deluc.

## Trabajo y vida privada
Trabajó con Julio Thurmann la geología de los montes del Jura. En 1846 y 1847, trabajó sucesivamente con Gabriel Delafosse (1796-1878) en la Sorbona, y luego con Louis Cordier (1777-1861) en el Museo de Historia Natural. En enero de 1848 se fue a Estados Unidos como geólogo itinerante en nombre del Jardin des Plantes, a iniciativa de Cordier. Al año siguiente se unió en Boston a Agassiz y lo acompañó a la región del lago Superior. Marcou pasó dos años estudiando la geología de diversas partes de los Estados Unidos y Canadá y regresó a Europa por un corto periodo en 1850. Su matrimonio en 1850 con Jane, hija del historiador Jeremy Belknap, le dio un gran apoyo financiero. Liberado de ganarse la vida, hará muchas campañas geológicos en América y en Panamá, contrayendo muchas enfermedades.
En 1853 publicó un Geological Map of the United States, and the British Provinces of North America [Mapa geológico de los Estados Unidos y de las provincias británicas de América del Norte] y en 1856 fue nombrado profesor en la cátedra de Geología y Paleontología de la Escuela Politécnica de Zürich, puesto al que renunció 2 años más tarde por razones de salud. 
Después de una estancia en Salins, en 1860 regresó a los Estados Unidos y asistió a Louis Agassiz en la fundación del Museum of Comparative Zoology, que esté último había creado en Harvard en 1859. En 1861 fue nombrado miembro de la Academia Americana de Artes y Ciencias. Hizo nuevas campañas geológicas en las regiones más peligrosas en medio de la Guerra Civil Americana. 
De 1864 a 1881, hizo viajes de ida y vuelta entre Francia y los Estados Unidos. Desde 1881 vivió solamente en los Estados Unidos, cerca de Boston. Jules Marcou murió en Cambridge, Massachusetts, en 1898 y fue enterrado allí en el cementerio de Mount Auburn.

## Grandes amigos y grandes enemigos
Sus grandes amigos fueron Louis Pasteur (que le hizo condecorar con la Légion d'honneur en 1867), Louis Agassiz y Joachim Barrande, de los que escribió sus biografías. 
Atacó violentamente a un buen número de personas o instituciones: a Edmond Hébert (acusado de dirigir en el plano científico la geología francesa), a la Academia de Ciencias (que tenía una posición retrasada respecto a la ciencia viviente y de no acoger suficientemente a los jóvenes científicos), al Cuerpo de Ingenieros de Minas (que monopolizó la fabricación del Mapa Geológico de Francia), al Muséum national d'histoire naturelle, al Servicio Geológico de Estados Unidos (Geological Survey of America), etc.

## Algunas publicaciones
- 1846. Notice sur les différentes formations des terrains jurassiques dans le Jura occidental, Neuchatel.

- 1848 - Recherches géologiques sur le Jura salinois. Mém. Soc. géol. France, 2è s. t. III, mém. n° l, p. 1-151.

- 1853 - A Geological Map of the United States. 92 p. 8 pi. 1 carta, Boston.

- 1855 - Carte géologique des États-Unis et des provinces anglaises de l'Amérique du nord. Bull. de la Société géologique de France,

- 1857-60 - Lettres sur les roches du Jura et leur distribution géographique dans les deux hémisphères. (2 entregas, 144 y 264 p. Zúrich.

- 1858 - Geology of North America 144 p. Zúrich.

- 1845 - American geology : letter on some points of the geology of Texas, New Mexico, Kansas, and Nebraska, addressed to Messrs. F. B. Meek & F. V. Hayden. Zúrich.

- 1858 - Geology of North America: with two reports on the prairies of Arkansas and Texas, the Rocky Mountains of New Mexico, and the Sierra Nevada of California, originally made for the United States government. Zúrich.

- 1859 - «Reply to the criticism of James D. Dana» (incluyendo dos artículos de Dana con una carta de Louis Agassiz). (Zürcher y Furrer, Zúrich, 40 p.

- 1861 - Geological Map of the World 2ª ed. 1875.

- 1861 y 1875 - Carte géologique de la Terre, à 1/23.000.000, en sept feuilles. 1ª ed. Winterthur; 2ª ed. Zúrich.

- 1864 - «Notice sur les gisements de lentilles trilobitifères taconiques de la Pointe- Lévis, au Canada». Bull. Soc. géol. France, (2) t. 21: 236-60.

- 1869 - La Science en France: 1: Le Corps impérial des Mines, la carte géologique de France; 2: L'Académie des Sciences de l'Institut impérial de France; 3: Le Muséum d'Histoire naturelle ou Jardin des Plantes 324 p. en total, C. Reinwald éd. Paris.

- 1884 - «Biographical notice of Joachim Barrande». Ann. Rep. Amer. Acad. Arts Sci. for 1884, p. 539-45, 1 retrato.

- 1886 - Les Géologues et la géologie du Jura jusqu'en 1870, Lons le Saunier.

- 1888 - American Geological Classification and Nomenclature.

- 1888 - «The "Taconic System" and its position in stratigraphie geology». Proc. Amer. Acad. Arts Sci. XII: 174-256

- 1889 - «Les géologues et la géologie du Jura jusqu'en 1870». Mém. Soc. Emul. Jura, Lons-le-Saunier 4 (1888) ( 4): 179-253.

- 1892 - ''A Little More Light on the United States Geological Survey.

- 1892 - The geological Map of the United States and the United States geological Survey Cambridge Mass. 56 p.

- 1892 - Amerriques, Amerigho Vespucci, et Amérique, París.

- 1893 - Souvenirs d'un géologue sur Panama et le Canal de Panama, Neuchatel.

- 1895 - Life, letters, and works of Louis Agassiz Macmillan & Co. N, York, 651 p.

- 1896 - The Jura of Texas. Proc. of the Boston Soc. of Natural History 27, 1896: 149–158